# Ämsjön
Ämsjön är en sjö i Heby kommun i Uppland och ingår i Norrströms huvudavrinningsområde. Sjön har en area på 0,283 kvadratkilometer och ligger 86 meter över havet.

## Delavrinningsområde
Ämsjön ingår i det delavrinningsområde (665164-157409) som SMHI kallar för Utloppet av Siggeforasjön. Medelhöjden är 91 meter över havet och ytan är 21,53 kvadratkilometer. Det finns inga avrinningsområden uppströms utan avrinningsområdet är högsta punkten. Jumkilsån som avvattnar avrinningsområdet har biflödesordning 3, vilket innebär att vattnet flödar genom totalt 3 vattendrag innan det når havet efter 127 kilometer. Avrinningsområdet består mestadels av skog (82 procent). Avrinningsområdet har 1,64 kvadratkilometer vattenytor vilket ger det en sjöprocent på 7,6 procent.